# Himmelsleiter (Antarktika)
Die Himmelsleiter ist ein Berg im Kurzegebirge im ostantarktischen Königin-Maud-Land.
Als „[w]eithin sichtbare Orientierungsmarke“ stellt sie den südlichsten Gipfel des nördlichen Teils der Holtedahlfjella bzw. der Vinten-Johansenegga dar und überragt das obere (südöstliche) Ende der Scharte Steinskaret.
Mit drei stufenförmigen Graten und „seiner stetig steiler ansteigenden Ostflanke“ erinnert der Berg an eine Himmelstreppe oder -leiter.
Die österreichischen Bergsteiger Christoph Höbenreich, K. Pichler und P. Koller bestiegen den Berg am 19. November 2009 im Rahmen ihrer privat organisierten „1st Austrian Queen Maud Land Expedition 2009“.
Höbenreich schlug den Namen am 13. März 2013 dem Ständigen Ausschuss für geographische Namen (StAGN) der deutschsprachigen Staaten vor; dieser billigte den Vorschlag am 18. Oktober 2013, worauf er am 13. Juni 2014 vom deutschen Landesausschuss für das Scientific Committee on Antarctic Research (SCAR) und für das International Arctic Science Committee (ISAC) genehmigt und ans SCAR gemeldet wurde (Österreich ist erst seit 2016 assoziiertes Mitglied des SCAR).